# Diên Hà
Diên Hà là một xã thuộc tỉnh Hưng Yên, Việt Nam.

## Địa lý
Xã Diên Hà nằm ở phía đông của tỉnh Hưng Yên, có vị trí địa lý:
- Phía tây giáp xã Tiên La.
- Phía nam giáp xã Hưng Hà và xã Thần Khê.
- Phía đông giáp xã Nguyễn Du và xã Ngọc Lâm.
- Phía bắc giáp xã Tống Trân.

## Lịch sử
Ngày 16 tháng 6 năm 2025, Ủy ban Thường vụ Quốc hội ban hành Nghị quyết số 1666/NQ-UBTVQH15 về việc sắp xếp các đơn vị hành chính cấp xã của tỉnh Hưng Yên năm 2025. Theo đó, sắp xếp toàn bộ diện tích tự nhiên, quy mô dân số của các xã Quang Trung (huyện Hưng Hà), Văn Cẩm và Duyên Hải thành xã mới có tên gọi là xã Diên Hà.